# Antonio Terenghi
Antonio Terenghi (Alano di Piave, 31 ottobre 1921 – Milano, 26 ottobre 2014) è stato un fumettista italiano, veneto di nascita ma milanese d'adozione.
Autore prolifico, ha disegnato numerosi personaggi dei fumetti degli anni cinquanta e degli anni sessanta, fra cui il baffuto sceriffo Pedrito el Drito, sempre alle prese con banditi e, soprattutto, con la brontolona moglie Paquita (ispirata all'inseparabile vera moglie Natalina Luceri, detta la Terenghina, sua letterista); le loro avventure erano pubblicate su l'Albo dell'Intrepido e il Monello.

## Biografia
Avvicinatosi al fumetto con mansioni di lettering alla Edital, per la milanese Editrice Dardo creò un personaggio tarzanide: un bulletto pelato, con bombetta e sigaro in mano, era Tarzanetto. Questo personaggio - che fu poi ripreso da Il Corriere dei Piccoli - nacque nel 1954 come comprimario all'interno delle avventure del suo coetaneo Din-Du-Là nel tascabile per ragazzi Chicchirichì. I lettori apprezzarono il personaggio sì da convincere l'autore a promuoverlo protagonista di avventure esotiche fra serpi e leoni già dal numero successivo del periodico che dal gennaio 1959 assumerà direttamente il nome del giovane emulo di Tarzan.
Non lo aveva allontanato dalla passione per il disegno neppure la Seconda guerra mondiale: a vent'anni era stato arruolato e spedito in Africa, dove era rimasto prigioniero delle truppe britanniche per sette anni.
Rientrato in Italia, riprese il lavoro editoriale sulla rivista Gaie Fantasie, pubblicando a trent'anni, nel 1951, le avventure di Poldo e Poldino. L'anno successivo iniziò con la Casa Editrice Universo, per la quale ideò una nutrita galleria di personaggi, e successivamente con la Dardo.
L'attività di fumettista di Terenghi proseguì negli anni duemila. In questo periodo le sue tavole furono pubblicate da editori amatoriali, ma talune storie trovarono posto in pubblicazioni di prestigio come quella curata da Silver Obeso è bello, inserita nell'Almanacco della ciccia, legato al mondo di Lupo Alberto. Sergio Bonelli riprese nel 2000, su testi di Alfredo Castelli, le storie di Pedrito el Drito nella collana I Grandi Comici del Fumetto.
Nel 2001 Terenghi - che creò personaggi anche per le Edizioni Alpe e a cui si deve anche l'adattamento italiano delle strisce del personaggio statunitense di Piccola Eva - illustrò L'orsetto Tuttovaben e la gallina Scopaviola, un racconto per bambini di Lucia Spezzano edito dalle Edizioni Leprotto di Vedano Olona.
Del 2002 sono invece la serie del Pianeta Niep e due episodi pubblicati su È - Enigmistica Giovani, in cui fa capolino l'"antico" personaggio del cronista Teddy Sberla.
Vedovo e con difficoltà deambulatorie, morì nell'ottobre 2014 a 92 anni. Le ceneri furono disperse nel "Giardino del ricordo" del cimitero di Lambrate.

### Principali personaggi
Tranne rare eccezioni, Terenghi ha creato i personaggi, scritto i soggetti e le sceneggiature e poi disegnato le storie, col lettering della moglie Natalina Luceri. I principali furono:
- Pedrito el Drito
- Tarzanetto
- Mac Keron
- Gionni e la jeep umanizzata Geppina
- Nuto l'astuto
- Ademaro il corsaro
- Nita la svampita
- Gastone il pigrone
- L'azzimato Direttore de il Singhiozzo della Sera
- Teddy Sberla, stralunato cronista del succitato giornale che ha sempre la targhetta PRESS infilata in bella vista nel nastro dell'elegante cappello)
- Poldo e Poldino
- Fortunato Salomone
- L'indiano Caribù
- Panterina
- Scansafatiche
- L'elegantone Geo Brummel
- Lo scimpanzé Togo
- I corvi Pik e Pak
- Marietta
- Rio Mendoza